# Carlos de Meer de Ribera
Carlos de Meer de Ribera (Valladolid, 28 maig 1928 - 22 d'abril de 2020) va ser un militar espanyol i polític falangista, governador civil de les Illes Balears durant la fi de la dictadura franquista i implicat en diferents intents de cop d'estat contra el govern democràtic.
De Meer fou número u de la 5a promoció de l'Acadèmia General Militar a Saragossa. Com a militar de l'arma de cavalleria tingué diferents destins: Grup de Dragons Alhambra, Regiment de la Guàrdia del Generalíssim, Brigada Blindada Montesa, Regiment de Cavalleria de Villaviciosa, Estat Major Central, Regiment de Cavalleria Farnesio, Delegació de cria cavallina Granada-Jaén, Regiment de Cavalleria Pavia i Grup Lleuger de Cavalleria VI.
En el camp civil és llicenciat en Ciències Polítiques i Econòmiques i Sociologia, arquitecte tècnic, advocat del Col·legi de Madrid, diplomat en organització i mètodes per la ENAP i estadística matemàtica. Fou professor de Ciències Polítiques i Econòmiques a la Universitat Complutense de Madrid. Treballà en el departament de direcció i en el de planejament d'obres de l'empresa Urbis. Fou sotsdirector d'Acció Cultural i del Llibre, en el Ministeri d'Informació i Turisme i sotsdirector general del despatx del president del Govern Luis Carrero Blanco. El 27 de maig de 1974 fou nomenat Governador Civil de Balears. Profundament, anticatalanista, l'estiu d'aquell any l'Obra Cultural Balear (OCB) organitzà un Curs de Cultura de Mallorca i de Meer ordenà la detenció del professor Sebastià Serra i Busquets, per llavors vocal de l'OCB. Fou durament interrogat i castigat amb 25.000 pessetes de multa. De Meer fou destituït el 23 de gener de 1976, arran del desallotjament de cinquanta treballadors reunits en assemblea. Els polítics locals, entre els quals figuraven Fèlix Pons i Antoni Tarabini, enviaren una carta de protesta al ministre de Governació el 12 de gener de 1976 exigint el cessament.
De Meer fou advocat defensor del capità Francisco Dusmet en la causa del cop d'estat del 23-F de 1981. El 1982 fou ascendit de tinent coronel a coronel. El 1986 intentà, juntament amb altres coronels de les deu primeres promocions de l'Acadèmia General Militar, organitzar un cop d'estat, per la qual cosa visità Moammar al-Gadafi a Líbia per aconseguir finançament. Aquest acceptà la proposta, però de Meer fou detingut quan retornà a Espanya i l'intent no prosperà. La causa fou arxivada per l'Audiència Nacional, ja que no es pogué demostrar. Tanmateix, li obriren un consell de guerra per abandonament del seu lloc.
Ha escrit les següents obres històriques:
- Isabel la Católica, Reina de la Hispanidad: sus empresas políticas (Alas abiertas, 1992).
- El islam al asalto de Occidente.
- Generalísimo: La era de Franco y sus empresas (Fuerza Nueva Editorial, 1996).